# Hemiptycha
Hemiptycha är ett släkte av insekter. Hemiptycha ingår i familjen hornstritar.
Kladogram enligt Catalogue of Life:
| Hemiptycha | \| \| Hemiptycha cultrata \| \| \| \| \| \| Hemiptycha obtecta \| \| \| \| |
|            | \| \| Hemiptycha cultrata \| \| \| \| \| \| Hemiptycha obtecta \| \| \| \| |
|            | Hemiptycha cultrata                                                        |
|            |                                                                            |
|            | Hemiptycha obtecta                                                         |
|            |                                                                            |